# Johannes II. von Hasenburg
Johannes II. von Hasenburg (OSB) (* 13. Jahrhundert; † 20. Mai 1334) war von 1327 bis 1334 der 22. Abt des Klosters Einsiedeln.

## Leben
Johannes II. war 1314 Cellarius des Stiftes und bereits in diesem Jahr so schwach, dass die Schwyzer ihn bei ihrem Überfall auf das Kloster nicht gefangen mit nach Schwyz mitnahmen.
Nachdem er das Amt des Propstes von St. Gerold ausgeübt hatte, wurde er 1327 zum Abt gewählt.
Abt Johannes musste sich der Schäden des Marchenstreites annehmen und etablierte sich als kluger Verwalter. Lange konnte er sein Amt allerdings nicht ausfüllen, da er aufgrund seiner schwachen Gesundheit 1330 und 1332 die warmen Bäder von Baden aufsuchen musste. 1334 verstarb er.